# Fokker V.4
Die Fokker V.4 war ein Prototyp eines deutschen Jagdflugzeugs aus dem Ersten Weltkrieg.

## Entwicklung
Inspiriert von der erfolgreichen Sopwith Triplane ließ Anthony Fokker von Reinhold Platz einen Dreidecker konstruieren. Zwei Prototypen wurden nach einem Auftrag vom 11. Juli 1917 mit den Werknummern 1729 und 1730 gebaut, am 16. August von der Zentral-Abnahme-Kommission abgesegnet und am 21. August zur Erprobung an die Front nach Marckebeeke/Belgien geliefert, wo sie als F I 102/17 und F I 103/17 beim Jagdgeschwader 1 unter Manfred von Richthofen in den Staffeln 10 und 11 getestet wurden. Die beiden Flugzeuge unterschieden sich nur in kleinen Details von der späteren Dr.I. Die ersten Flüge wurden am 28. August 1917 durchgeführt. Von Richthofen erzielte am 1. September mit der F I 102/17 seinen 60. Luftsieg; zwei Wochen später wurde Kurt Wolff, Staffelführer der Jasta 11, am 15. September in diesem Flugzeug tödlich abgeschossen. Einige Tage später kam am 23. September 1917 der hochdekorierte Jagdflieger und Staffelführer der Jasta 10, Werner Voß, in der Werknummer 1730 bei einem Luftkampf gegen sieben S.E.5a ebenfalls ums Leben.
Ein weiterer schon am 13. Juni 1917 vom k.u.k.-Militär georderter und mit freitragenden Tragflächen ausgerüsteter Dreidecker mit der Werknummer 1661 (später 101/17) erhielt anfangs die Werksbezeichnung D.VI, wurde aber nachträglich in V.4 umbenannt und Ende August zur Auswertung an die Allgemeine Ungarische Maschinenfabrik A.G. (Magyar Általános Gépgyár) nach Mátyásföld in Österreich-Ungarn, heute ein Stadtteil Budapests, geschickt. Eine zweite D.VI mit der Werknummer 1697 erhielt eine gerade Höhenflossenvorderkante und wurde mit dem Kürzel V 5 zum eigentlichen Prototyp der Dr.I.
In der Vergangenheit wurde die freitragende Ausführung irrtümlich als V.3 bezeichnet. Der Luftfahrthistoriker Peter M. Grosz korrigierte diesen Fehler in der Entwicklungslinie.

## Technische Daten

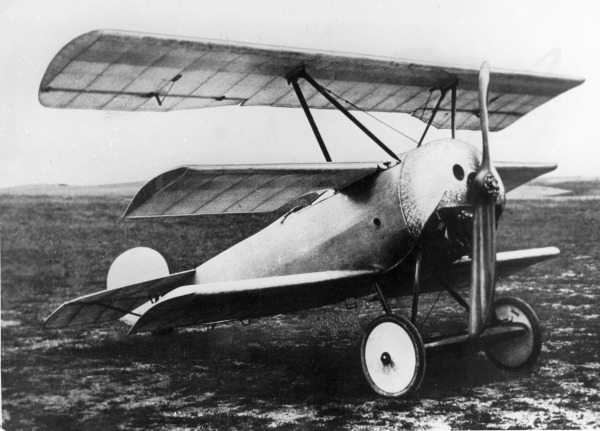
Die dritte V.4 mit freitragenden Tragflächen

| Kenngröße             | Daten |
| --------------------- | --- |
| Besatzung             | 1 |
| Spannweite            | 6,21 m |
| Länge                 | 5,75 m |
| Höhe                  | 2,95 m |
| Flügelfläche          | 14,0 m² |
| Leermasse             | 346,4 kg |
| Startmasse            | 528,4 kg |
| Antrieb               | ein Umlaufmotor Le Rhône                                                                                          |
| Startleistung         | 110 PS (81 kW) |
| Kraftstoffvolumen     | 75 l |
| Höchstgeschwindigkeit | 200 km/h |
| Steigzeit             | 2 min auf 1000 m Höhe 4,5 min auf 2000 m Höhe 8 min auf 3000 m Höhe 13 min auf 4000 m Höhe 20 min auf 5000 m Höhe |
| Bewaffnung            | zwei MG |